# Campionati europei under 23 di atletica leggera 2001
Il III Campionato europeo under 23 di atletica leggera si è disputato a Amsterdam, nei Paesi Bassi, dal 12 al 15 luglio 2001.

## Nazioni partecipanti
Tra parentesi, il numero di atleti partecipanti per nazione.
- Armenia (1)
- Austria (9)
- Azerbaigian (2)
- Belgio (11)
- Bielorussia (27)
- Bosnia ed Erzegovina (2)
- Bulgaria (5)
- Rep. Ceca (20)
- Cipro (1)
- Croazia (8)
- Danimarca (1)

- Estonia (7)
- Finlandia (29)
- Francia (73)
- Germania (71)
- Grecia (27)
- Irlanda (13)
- Islanda (3)
- Israele (1)
- Italia (38)
- Jugoslavia (5)

- Lettonia (10)
- Lituania (14)
- Lussemburgo (1)
- Moldavia (3)
- Norvegia (9)
- Paesi Bassi (23)
- Polonia (45)
- Portogallo (16)
- Regno Unito (50)
- Romania (25)

- Russia (36)
- San Marino (1)
- Slovacchia (8)
- Slovenia (13)
- Spagna (45)
- Svezia (27)
- Svizzera (8)
- Turchia (4)
- Ucraina (20)
- Ungheria (25)

## Risultati
I risultati del campionato sono stati:

### Uomini
| Specialità | Oro                                                                          | Prestazione | Argento                                                             | Prestazione | Bronzo                                                                  | Prestazione |
| Corse piane |                                                                              |             |                                                                     |             |                                                                         |             |
| 100 metri | Jonathan Barbour Regno Unito                                                 | 10"26       | Fabrice Calligny Francia                                            | 10"40       | Przemysław Rogowski Polonia                                             | 10"45       |
| 200 metri | Marcin Jędrusiński Polonia                                                   | 20"94       | Łukasz Chyła Polonia                                                | 20"99       | Mark Howard Irlanda                                                     | 21"00       |
| 400 metri | Yuriy Borzakovskiy Russia                                                    | 46"06       | Marc Alexander Scheer Germania                                      | 46"43       | Rafał Wieruszewski Polonia                                              | 46"57       |
| 800 metri | Antonio Manuel Reina Spagna                                                  | 1'47"74     | Joeri Jansen Belgio                                                 | 1'47"80     | Nicolas Aïssat Francia                                                  | 1'47"81     |
| 1.500 metri | Wolfram Müller Germania                                                      | 3'38"94     | Ivan Heshko Ucraina                                                 | 3'39"37     | Sergio Gallardo Spagna                                                  | 3'39"50     |
| 5.000 metri | Yousef El Nasri Spagna                                                       | 14'02"97    | Dmytro Baranovskyy Ucraina                                          | 14'03"67    | Balázs Csillag Ungheria                                                 | 14'04"84    |
| 10.000 metri | Dmytro Baranovskyy Ucraina                                                   | 29'13"36    | Koen Raymaekers Paesi Bassi                                         | 29'15"24    | Mattia Maccagnan Italia                                                 | 29'15"32    |
| Corse a ostacoli |                                                                              |             |                                                                     |             |                                                                         |             |
| 110 metri ostacoli | Artur Budziłło Polonia                                                       | 13"76       | Felipe Vivancos Spagna                                              | 13"79       | Chris Baillie Regno Unito                                               | 13"85       |
| 400 metri ostacoli | Matthew Elias Regno Unito                                                    | 49"57       | Periklīs Iakōvakīs Grecia                                           | 49"63       | Mikael Jakobsson Svezia                                                 | 50"86       |
| 3000 metri siepi | Pavel Potapovich Russia                                                      | 8'35"85     | Vadim Slobodenyuk Ucraina                                           | 8'37"09     | Henrik Skoog Svezia                                                     | 8'38"27     |
| Corse su strada |                                                                              |             |                                                                     |             |                                                                         |             |
| 20 km marcia | Juan Manuel Molina Spagna                                                    | 1h23'03     | Stepan Yudin Russia                                                 | 1h23'10     | José David Domínguez Spagna                                             | 1h23'16     |
| Staffette |                                                                              |             |                                                                     |             |                                                                         |             |
| Staffetta 4x100 m | Polonia Tomasz Kondratowicz Łukasz Chyła Marcin Placheta Przemysław Rogowski | 39"41       | Regno Unito Jonathan O'Parka Jonathan Barbour Darren Chin Ben Lewis | 39"45       | Slovenia Matic Šušteršic Matic Osovnikar Boštjan Fridrih Rok Orel       | 39"95       |
| Staffetta 4x400 m | Regno Unito David Naismith Adam Potter Richard McDonald Matthew Elias        | 3'05"24     | Germania Simon Kirch Stefan Holz Ruwen Faller Marc Alexander Scheer | 3'05"39     | Russia Oleg Mishukov Maksim Babarykin Dmitriy Bogdanov Yevgeniy Lebedev | 3'06"41     |
| Salti |                                                                              |             |                                                                     |             |                                                                         |             |
| Salto in alto | Rožle Prezelj Slovenia                                                       | 2,21 m      | Aleksandr Veryutin Bielorussia                                      | 2,18 m      | Fabrice Saint Jean Francia                                              | 2,18 m      |
| Salto con l'asta | Lars Börgeling Germania                                                      | 5,60 m      | Mikko Latvala Finlandia                                             | 5,50 m      | Giuseppe Gibilisco Italia                                               | 5,50 m      |
| Salto in lungo | Yann Domenech Francia                                                        | 8,00 m      | Volodymyr Zyuskov Ucraina                                           | 7,90 m      | Schahriar Bigdeli Germania                                              | 7,81 m      |
| Salto triplo | Christian Olsson Svezia                                                      | 17,24 m     | Igor Spasovkhodskiy Russia                                          | 17,08 m     | Ionut Punga Romania                                                     | 16,81 m     |
| Lanci |                                                                              |             |                                                                     |             |                                                                         |             |
| Getto del peso | Mikuláš Konopka Slovacchia                                                   | 19,79 m     | Juryj Bjaloŭ Bielorussia                                            | 19,38 m     | Leszek Śliwa Polonia                                                    | 19,08 m     |
| Lancio del disco | Zoltán Kővágó Ungheria                                                       | 63,85 m     | Heinrich Seitz Germania                                             | 59,50 m     | Gábor Máté Ungheria                                                     | 59,45 m     |
| Lancio del martello | Nicolas Figère Francia                                                       | 80,88 m     | Olli-Pekka Karjalainen Finlandia                                    | 80,54 m     | Miloslav Konopka Slovacchia                                             | 76,28 m     |
| Lancio del giavellotto | Björn Lange Germania                                                         | 80,85 m     | Alexander Baranovskiy Russia                                        | 76,74 m     | Janis Liepa Lettonia                                                    | 74,26 m     |
| Prove multiple |                                                                              |             |                                                                     |             |                                                                         |             |
| Decathlon | André Niklaus Germania                                                       | 8.042 p.    | Jaakko Ojaniemi Finlandia                                           | 7.907 p.    | William Frullani Italia                                                 | 7.871 p.    |
| record mondiale; record mondiale stagionale; miglior prestazione mondiale under 23; miglior prestazione mondiale stagionale under 23; record europeo; miglior prestazione europea stagionale; miglior prestazione europea under 23; miglior prestazione europea stagionale under 23; record dei campionati; record nazionale; record nazionale under 23; record personale; record personale stagionale. |                                                                              |             |                                                                     |             |                                                                         |             |

### Donne
| Specialità | Oro                                                                    | Prestazione | Argento                                                                              | Prestazione | Bronzo                                                                             | Prestazione                        |
| Corse piane |                                                                        |             |                                                                                      |             |                                                                                    |                                    |
| 100 metri | Sina Schielke Germania                                                 | 11"52       | Abiodun Oyepitan Regno Unito                                                         | 11"58       | Johanna Manninen Finlandia                                                         | 11"61                              |
| 200 metri | Johanna Manninen Finlandia                                             | 23"30       | Sina Schielke Germania                                                               | 23"45       | Ciara Sheehy Irlanda                                                               | 23"54                              |
| 400 metri | Antonina Yefremova Ucraina                                             | 52"29       | Helen Thieme Regno Unito                                                             | 52"75       | Aneta Lemiesz Polonia                                                              | 53"25                              |
| 800 metri | Anna Zagorska Polonia                                                  | 2'07"27     | Irina Somesan Romania                                                                | 2'07"27     | Tatyana Rodionova Russia                                                           | 2'07"60                            |
| 1.500 metri | Alesia Turava Bielorussia                                              | 4'09"71     | Natalia Rodríguez Spagna                                                             | 4'11"20     | Kelly Caffel Regno Unito                                                           | 4'12"30                            |
| 5.000 metri | Katalin Szentgyörgy Ungheria                                           | 15'40"55    | Anastasiya Zubova Russia                                                             | 15'40"78    | Tatyana Khmeleva Russia                                                            | 15'51"88                           |
| 10.000 metri | Olga Romanova Russia                                                   | 33'36"03    | Sonja Stolić Jugoslavia                                                              | 33'37"02    | Sabrina Mockenhaupt Germania                                                       | 33'38"38                           |
| Corse a ostacoli |                                                                        |             |                                                                                      |             |                                                                                    |                                    |
| 100 metri ostacoli | Susanna Kallur Svezia                                                  | 12"96       | Jenny Kallur Svezia                                                                  | 13"19       | Tessy Prediger Germania                                                            | 13"31                              |
| 400 metri ostacoli | Sylvanie Morandais Francia                                             | 56"30       | Aleksandra Pielużek Polonia                                                          | 56"51       | Irēna Žauna Lettonia                                                               | 57"03                              |
| 3000 metri siepi | Melanie Schulz Germania                                                | 10'03"34    | Lívia Tóth Ungheria                                                                  | 10'04"99    | Sigrid Vanden Bempt Belgio                                                         | 10'08"46                           |
| Corse su strada |                                                                        |             |                                                                                      |             |                                                                                    |                                    |
| 20 km marcia | Elisa Rigaudo Italia                                                   | 1h29'54     | Ryta Turava Bielorussia                                                              | 1h30'15     | Larissa Sofronova Russia                                                           | 1h32'06                            |
| Staffette |                                                                        |             |                                                                                      |             |                                                                                    |                                    |
| Staffetta 4x100 m | Regno Unito Susan Burnside Helen Roscoe Sabrina Scott Abiodun Oyepitan | 44"31       | Bielorussia Yuliya Bartsevich Aksana Drahun Alena Neumiarzhitskaya Yevgeniya Likhuta | 44"64       | Finlandia Elina Lax Heidi Hannula Johanna Manninen Katja Salivaara                 | 44"76                              |
| Staffetta 4x400 m | Regno Unito Karen Gear Jenny Meadows Tracey Duncan Helen Thieme        | 3'31"74     | Polonia Aleksandra Pielużek Aneta Lemiesz Monika Bejnar Justyna Karolkiewicz         | 3'32"38     | Ucraina Natalya Zhuravlyova Natalya Sidorenko Yuliya Gurtovenko Antonina Yefremova | 3'34"16                            |
| Salti |                                                                        |             |                                                                                      |             |                                                                                    |                                    |
| Salto in alto | Ruth Beitia Spagna                                                     | 1,87 m      | Marina Kuptsova Russia Candeger Kilincer Turchia                                     | 1,87 m      | Non assegnato per ex aequo argento                                                 | Non assegnato per ex aequo argento |
| Salto con l'asta | Monika Pyrek Polonia                                                   | 4,40 m      | Annika Becker Germania                                                               | 4,40 m      | Carolin Hingst Germania                                                            | 4,30 m                             |
| Salto in lungo | Jade Johnson Regno Unito                                               | 6,52 m      | Concepción Montaner Spagna                                                           | 6,46 m      | Aurélie Felix Francia                                                              | 6,41 m                             |
| Salto triplo | Irina Vasilieva Russia                                                 | 13,80 m     | Marija Martinović Jugoslavia                                                         | 13,72 m     | Amy Zongo Francia                                                                  | 13,68 m                            |
| Lanci |                                                                        |             |                                                                                      |             |                                                                                    |                                    |
| Getto del peso | Nadzeya Astapchuk Bielorussia                                          | 19,73 m     | Lucica Ciobanu Romania                                                               | 17,59 m     | Kathleen Kluge Germania                                                            | 17,06 m                            |
| Lancio del disco | Mélina Robert-Michon Francia                                           | 58,52 m     | Ileana Brindusoiu Romania                                                            | 58,25 m     | Olga Goncharenko Bielorussia                                                       | 57,71 m                            |
| Lancio del martello | Manuela Montebrun Francia                                              | 66,73 m     | Sini Pöyry Finlandia                                                                 | 64,71 m     | Cecilia Nilsson Svezia                                                             | 64,06 m                            |
| Lancio del giavellotto | Nikolett Szabó Ungheria                                                | 60,69 m     | Mercedes Chilla Spagna                                                               | 57,78 m     | Moonika Aava Estonia                                                               | 56,12 m                            |
| Prove multiple |                                                                        |             |                                                                                      |             |                                                                                    |                                    |
| Eptathlon | Līga Kļaviņa Lettonia                                                  | 6.279 p.    | Svetlana Sokolova Russia                                                             | 6.179 p.    | Austra Skujytė Lituania                                                            | 6.087 p.                           |
| record mondiale; record mondiale stagionale; miglior prestazione mondiale under 23; miglior prestazione mondiale stagionale under 23; record europeo; miglior prestazione europea stagionale; miglior prestazione europea under 23; miglior prestazione europea stagionale under 23; record dei campionati; record nazionale; record nazionale under 23; record personale; record personale stagionale. |                                                                        |             |                                                                                      |             |                                                                                    |                                    |

## Medagliere
Legenda
     Paese ospitante
| Posizione | Paese       | Oro | Argento | Bronzo | Totale |
| --------- | ----------- | --- | ------- | ------ | ------ |
| 1         | Germania    | 6   | 5       | 5      | 16     |
| 2         | Regno Unito | 6   | 3       | 2      | 11     |
| 3         | Polonia     | 5   | 3       | 4      | 12     |
| 4         | Francia     | 5   | 1       | 4      | 10     |
| 5         | Russia      | 4   | 6       | 4      | 14     |
| 6         | Spagna      | 4   | 4       | 2      | 10     |
| 7         | Ungheria    | 3   | 1       | 2      | 6      |
| 8         | Bielorussia | 2   | 4       | 1      | 7      |
| 8         | Ucraina     | 2   | 4       | 1      | 7      |
| 10        | Svezia      | 2   | 1       | 3      | 6      |
| 11        | Finlandia   | 1   | 4       | 2      | 7      |
| 12        | Italia      | 1   | 0       | 3      | 4      |
| 13        | Lettonia    | 1   | 0       | 2      | 3      |
| 14        | Slovacchia  | 1   | 0       | 1      | 2      |
| 14        | Slovenia    | 1   | 0       | 1      | 2      |
| 16        | Romania     | 0   | 3       | 1      | 4      |
| 17        | Jugoslavia  | 0   | 2       | 0      | 2      |
| 18        | Belgio      | 0   | 1       | 1      | 2      |
| 19        | Grecia      | 0   | 1       | 0      | 1      |
| 19        | Paesi Bassi | 0   | 1       | 0      | 1      |
| 19        | Turchia     | 0   | 1       | 0      | 1      |
| 22        | Irlanda     | 0   | 0       | 2      | 2      |
| 23        | Estonia     | 0   | 0       | 1      | 1      |
| 23        | Lituania    | 0   | 0       | 1      | 1      |
| Totale    | Totale      | 44  | 45      | 43     | 132    |